# Stockholm Open 2013 - Qualificazioni singolare
Le qualificazioni del singolare  dello  Stockholm Open 2013 sono state un torneo di tennis preliminare per accedere alla fase finale della manifestazione. I vincitori dell'ultimo turno sono entrati di diritto nel tabellone principale. In caso di ritiro di uno o più giocatori aventi diritto a questi sono subentrati i lucky loser, ossia i giocatori che hanno perso nell'ultimo turno ma che avevano una classifica più alta rispetto agli altri partecipanti che avevano comunque perso nel turno finale.

## Teste di serie
1. Julian Reister (ultimo turno, ritirato)
2. Paul-Henri Mathieu (secondo turno, ritirato)
3. Marius Copil (qualificato)
4. Matthias Bachinger (secondo turno)

1. Thomas Fabbiano (primo turno)
2. Damir Džumhur (ultimo turno)
3. Niels Desein (primo turno)
4. Albano Olivetti (primo turno, ritirato)

## Qualificati
1. Milos Sekulic
2. Nils Langer

1. Marius Copil
2. Joachim Johansson

## Tabellone qualificazioni

### Sezione 1
|  | Primo turno        | Primo turno        | Primo turno     | Primo turno | Primo turno |  |  | Secondo turno | Secondo turno      | Secondo turno  | Secondo turno | Secondo turno |   |  | Ultimo turno | Ultimo turno   | Ultimo turno | Ultimo turno | Ultimo turno |  |
|  |                    |                    |                 |             |             |  |  |               |                    |                |               |               |   |  |              |                |              |              |              |  |
|  | 1                  | Julian Reister     | 7               | 65          | 6           |  |  |               |                    |                |               |               |   |  |              |                |              |              |              |  |
|  |                    | Michael Lammer     | 5               | 7           | 3           |  |  | 1             | Julian Reister     | 6              | 3             | 7             |   |  |              |                |              |              |              |  |
|  | Constant Lestienne | Constant Lestienne | 7               | 4           | 6           |  |  |               | Constant Lestienne | 2              | 6             | 64            |   |  |              |                |              |              |              |  |
|  | Lucas Renard       | Lucas Renard       | 62              | 6           | 4           |  |  |               |                    |                |               |               |   |  | 1            | Julian Reister | 3            | 2            | r            |  |
|  | WC                 | Tobias Blömgren    | Tobias Blömgren | 5           | 4           |  |  |               |                    |                | Milos Sekulic | 6             | 2 |  |              |                |              |              |              |  |
|  |                    | Milos Sekulic      | Milos Sekulic   | 7           | 6           |  |  |               | Milos Sekulic      | Milos Sekulic  | 6             | 6             |   |  |              |                |              |              |              |  |
|  | WC                 | Fred Simonsson     | 62              | 4           |             |  |  | WC            | Fred Simonsson     | Fred Simonsson | 1             | 2             |   |  |              |                |              |              |              |  |
|  | 8                  | Albano Olivetti    | 7               | 1           | r           |  |  |               |                    |                |               |               |   |  |              |                |              |              |              |  |

### Sezione 2
|  | Primo turno             | Primo turno             | Primo turno             | Primo turno | Primo turno |  |  | Secondo turno  | Secondo turno      | Secondo turno  | Secondo turno | Secondo turno |   |   | Ultimo turno     | Ultimo turno     | Ultimo turno | Ultimo turno | Ultimo turno |  |
|  |                         |                         |                         |             |             |  |  |                |                    |                |               |               |   |   |                  |                  |              |              |              |  |
|  | 2                       | Paul-Henri Mathieu      | Paul-Henri Mathieu      | 6           | 6           |  |  |                |                    |                |               |               |   |   |                  |                  |              |              |              |  |
|  |                         | Yannick Mertens         | Yannick Mertens         | 0           | 1           |  |  | 2              | Paul-Henri Mathieu | 3              | 0             | r             |   |   |                  |                  |              |              |              |  |
|  | Dennis Blömke           | Dennis Blömke           | Dennis Blömke           | 4           | 2           |  |  |                | Patrik Rosenholm   | 6              | 2             |               |   |   |                  |                  |              |              |              |  |
|  | Patrik Rosenholm        | Patrik Rosenholm        | Patrik Rosenholm        | 6           | 6           |  |  |                |                    |                |               |               |   |   | Patrik Rosenholm | Patrik Rosenholm | 3            | 6            | 2            |  |
|  | Hans Podlipnik-Castillo | Hans Podlipnik-Castillo | Hans Podlipnik-Castillo | 4           | 1           |  |  |                |                    | Nils Langer    | Nils Langer   | 6             | 4 | 6 |                  |                  |              |              |              |  |
|  | Nils Langer             | Nils Langer             | Nils Langer             | 6           | 6           |  |  | Nils Langer    | Nils Langer        | Nils Langer    | 6             | 7             |   |   |                  |                  |              |              |              |  |
|  |                         | Alexander Ward          | Alexander Ward          | 7           | 6           |  |  | Alexander Ward | Alexander Ward     | Alexander Ward | 1             | 64            |   |   |                  |                  |              |              |              |  |
|  | 5                       | Thomas Fabbiano         | Thomas Fabbiano         | 63          | 3           |  |  |                |                    |                |               |               |   |   |                  |                  |              |              |              |  |

### Sezione 3
|  | Primo turno | Primo turno      | Primo turno      | Primo turno | Primo turno |  |  | Secondo turno | Secondo turno | Secondo turno | Secondo turno | Secondo turno |   |   | Ultimo turno | Ultimo turno | Ultimo turno | Ultimo turno | Ultimo turno |  |
|  |             |                  |                  |             |             |  |  |               |               |               |               |               |   |   |              |              |              |              |              |  |
|  | 3           | Marius Copil     | Marius Copil     | 6           | 6           |  |  |               |               |               |               |               |   |   |              |              |              |              |              |  |
|  |             | Adrien Bossel    | Adrien Bossel    | 3           | 2           |  |  | 3             | Marius Copil  | Marius Copil  | 6             | 6             |   |   |              |              |              |              |              |  |
|  | Adam Chadaj | Adam Chadaj      | Adam Chadaj      | 0           | 3           |  |  |               | Elias Ymer    | Elias Ymer    | 4             | 2             |   |   |              |              |              |              |              |  |
|  | Elias Ymer  | Elias Ymer       | Elias Ymer       | 6           | 6           |  |  |               |               |               |               |               |   |   | 3            | Marius Copil | Marius Copil | 6            | 6            |  |
|  | WC          | Jacob Adaktusson | Jacob Adaktusson | 2           | 0           |  |  |               |               |               | Daniel Cox    | Daniel Cox    | 3 | 4 |              |              |              |              |              |  |
|  |             | Louk Sorensen    | Louk Sorensen    | 6           | 6           |  |  | Louk Sorensen | Louk Sorensen | 6             | 3             | 1r            |   |   |              |              |              |              |              |  |
|  |             | Daniel Cox       | 1                | 6           | 7           |  |  | Daniel Cox    | Daniel Cox    | 2             | 6             | 2             |   |   |              |              |              |              |              |  |
|  | 7           | Niels Desein     | 6                | 2           | 64          |  |  |               |               |               |               |               |   |   |              |              |              |              |              |  |

### Sezione 4
|  | Primo turno     | Primo turno          | Primo turno       | Primo turno | Primo turno |  |  | Secondo turno | Secondo turno      | Secondo turno      | Secondo turno | Secondo turno |   |   | Ultimo turno | Ultimo turno      | Ultimo turno      | Ultimo turno | Ultimo turno |  |
|  |                 |                      |                   |             |             |  |  |               |                    |                    |               |               |   |   |              |                   |                   |              |              |  |
|  | 4               | Matthias Bachinger   | 5                 | 6           | 6           |  |  |               |                    |                    |               |               |   |   |              |                   |                   |              |              |  |
|  |                 | Juan Sebastián Cabal | 7                 | 0           | 0           |  |  | 4             | Matthias Bachinger | Matthias Bachinger | 3             | 62            |   |   |              |                   |                   |              |              |  |
|  |                 | Érik Chvojka         | Érik Chvojka      | 3           | 5           |  |  | WC            | Joachim Johansson  | Joachim Johansson  | 6             | 7             |   |   |              |                   |                   |              |              |  |
|  | WC              | Joachim Johansson    | Joachim Johansson | 6           | 7           |  |  |               |                    |                    |               |               |   |   | WC           | Joachim Johansson | Joachim Johansson | 6            | 6            |  |
|  | Herkko Pöllänen | Herkko Pöllänen      | Herkko Pöllänen   | 4           | 1           |  |  |               |                    | 6                  | Damir Džumhur | Damir Džumhur | 2 | 1 |              |                   |                   |              |              |  |
|  | Isak Arvidsson  | Isak Arvidsson       | Isak Arvidsson    | 6           | 6           |  |  |               | Isak Arvidsson     | Isak Arvidsson     | 65            | 4             |   |   |              |                   |                   |              |              |  |
|  |                 | Takanyi Garanganga   | 6                 | 62          | 2           |  |  | 6             | Damir Džumhur      | Damir Džumhur      | 7             | 6             |   |   |              |                   |                   |              |              |  |
|  | 6               | Damir Džumhur        | 3                 | 7           | 6           |  |  |               |                    |                    |               |               |   |   |              |                   |                   |              |              |  |